# 段隆
段 隆（だん りゅう、生没年不詳）は、モンゴル帝国（大元ウルス）支配下の雲南における第6代大理総管。信苴隆と表記されることもある。

## 概要
段隆の出自については第5代大理総管の段正の子とする説、第4代大理総管の段慶の子とする説が混在するが、「元故副相墓碑」で「中奉大参段公慶（段慶）」の「嗣」である「信苴隆（段隆）」という表記がみられることから、段慶の子とみなすのが主流である。
諸史料によると1316年（延祐3年）- 1317年（延祐4年）ころに段正から大理路軍民総管の地位を継いだとされる。その後、1328年~1331年ころ（史料によって異動あり）に老齢のため息子の段俊に地位を譲った。